# Курт Каллея
Курт Калле́я (мальт. Kurt Calleja; нар. 5 травня 1989 року, Мальта) — мальтійський співак, представник Мальти на пісенному конкурсі Євробачення 2012 в Баку.

## Кар'єра
4 лютого Каллея виграв національний відбірковий етап Євробачення з піснею «This Is the Night», що дозволило йому взяти участь в цьому конкурсі. Виступ пройшов у другому півфіналі. За результатами півфіналу, який відбувся 24 травня, композиція пройшла до фіналу.
Раніше він вже брав участь на відбіркових конкурсах 2010 (з піснею «Waterfall») і 2011 (з піснею «Over and Over»), однак тоді його результати були дещо нижче.
У 2022 році він записав хіт із «Bla Tarf», піснею мальтійською мовою, з якою переміг на фестивалі Mużika Mużika.

## Сингли
- Waterfall (2010)
- Over and Over (2011)
- This is The Night (2012)
- Boomerang (2012)
- Leap Of Faith (2013)
- Love on Mars (2013)
- Bla Tarf (2022)